# Chikkabherya, Krishnarajanagara
Chikkabherya là một làng thuộc tehsil Krishnarajanagara, huyện Mysore, bang Karnataka, Ấn Độ.